# Stanisław Koźmian
Stanisław Koźmian (ur. 7 maja 1836 w Piotrowicach, zm. 4 lipca 1922 w Krakowie) – polski i austriacki polityk konserwatywny, reżyser, krytyk teatralny, publicysta i historyk. Syn działacza politycznego, kolekcjonera i bibliofila Andrzeja E. Koźmiana oraz wnuk poety Kajetana Koźmiana.

## Życiorys
W latach 1852–1853 kształcił się na Uniwersytecie Jagiellońskim, w latach 1853–1856 pobierał nauki w Paryżu, a w 1856 w Bonn. Pod koniec 1856 przerwał naukę, wrócił do kraju i licząc na karierę wojskową przyjął poddaństwo austriackie. Porzucił jednak egzamin kadecki i w 1858 zamieszkał w Dobrzechowie administrując majątkiem. W 1860 został korespondentem Biura Politycznego Hotelu Lambert. 
Po wybuchu powstania styczniowego w 1863 przekazał Dobrzechów Romanowi Michałowskiemu i wyjechał do Krakowa. Początkowo w porozumieniu z Hôtelem Lambert sprzeciwiał się powstaniu i domagał się od dyktatora Mariana Langiewicza oczekiwania na pomoc ze strony Napoleona III i Austrii, a także aresztowania radykałów z Ludwikiem Mierosławskim na czele. Dopiero po naradzie w Paryżu z Aleksandrem Colonną-Walewskim i innymi francuskimi politykami przyjął redakcję „Czasu” i kierownictwo Biura Korespondencyjnego rządu powstańczego w Krakowie. Od 1 grudnia 1863 członek Wydziału Rządu Narodowego dla Galicji. Według własnej relacji pierwszy dał sygnał do zakończenia powstania wobec braku szans na interwencję zewnętrzną. Dzięki pomocy austriackiego polityka i adwokata Eugena von Mühlfelda został skazany za udział w powstaniu tylko na trzy miesiące więzienia mimo przejęcia przez rząd austriacki kompromitujących go listów.
W 1866 wraz z Józefem Szujskim i Stanisławem Tarnowskim założył „Przegląd Polski”. Został jednym z przywódców obozu Stańczyków. W latach 1869–1870 poseł do Sejmu Krajowego i deputowany do wiedeńskiej Rady Państwa.
W latach 1866–1868 był kierownikiem artystycznym sceny krakowskiej, której dyrektorem w tym okresie był Adam Franciszek Skorupka. W 1871, kiedy schorowany Skorupka wyjechał do Warszawy, oddał kierownictwo artystyczne Koźmianowi, ale zachował dla siebie tytuł dyrektora. Dopiero po śmierci Skorupki w 1873 Koźmian został prawowitym dyrektorem Teatru Krakowskiego.
Jako kierownik artystyczny dbał o przemyślany repertuar teatru. W latach 1871–1877 zamieszczał artykuły w czasopiśmie „Afisz teatralny”. Od aktorów wymagał nienagannego pamięciowego opanowania roli, nieskazitelności dykcji. Stawiał na grę zespołową i naturalność na scenie. Charakteryzację ograniczył do minimum. Starał się, aby dekoracje i kostiumy zawsze były zgodne z epoką, w której dzieje się akcja dramatu (często konsultował to z malarzami działającymi w Krakowie, gdyż teatr nie miał własnego malarza). Stworzona przez niego szkoła gry określona została mianem „szkoły krakowskiej”, albo „szkoły koźmianowskiej” i niesłusznie przeciwstawiana jest „szkole warszawskiej”. Organizował konkursy dramatyczne oceniane przez wybitnych znawców literatury. W jury zasiadali między innymi Karol Estreicher i Stanisław Tarnowski.
Jest autorem monumentalnej pracy Rzecz o roku 1863 (wydanej w 1895), w której poddał wnikliwej krytyce powstanie styczniowe.
W życiu prywatnym jego partnerką była wybitna aktorka Antonina Hoffmann, nie zdecydowali się jednak na wspólne zamieszkanie i ślub. Mieli dwóch synów. Pochowany na cmentarzu Rakowickim, jednak później jego prochy przeniesiono do Dobrzechowa. 